# Castelo de Vila Flor
O chamado Castelo de Vila Flor localiza-se na freguesia de Vila Flor e Nabo, vila e município de Vila Flor, distrito de Bragança, em Portugal.
Trata-se, na realidade, da antiga cerca medieval da vila, da qual resta apenas um pequeno troço e o chamado Arco de D. Dinis.

## História

### Antecedentes
A primitiva ocupação humana da região remonta à pré-história, conforme testemunham os vestígios de diversos castros na região.

### O castelo medieval
Admite-se que, à época da Reconquista cristã da Península Ibérica, a povoação foi fundada por volta do século XI, dentro da política de repovoamento do território promovida pelos reis de Castela. Sede de Concelho, foi inicialmente conhecida como "póvoa de além Sabor", uma vez que se situava além daquele rio, com relação ao reino de Castela.
Compreendida nos domínios do Condado Portucalense, passou a integrar o território português quando da sua emancipação política.
O topónimo Vila Flor é referido documentalmente, pela primeira vez, no Foral passado por D. Dinis (1279-1325) elevando a povoação a vila, a 24 de Maio de 1286. Reza a tradição local que, quando da sua passagem indo receber a sua noiva, D. Isabel, o soberano ficou impressionado com a sua exuberância da paisagem e a variedade das flores campestres. Em 1295, o soberano determinou erguer a cerca da vila.
A povoação tomou impulso ao final do período medieval ao acolher famílias judaicas expulsas de outras regiões da Europa, e que aqui desenvolveram a agricultura, o comércio e as manufaturas de curtumes e ourivesaria.
Sob o reinado de D. Manuel (1495-1521), o soberano passou-lhe o Foral Novo (4 de Maio de 1512), reformando o anterior. A nova política com relação aos judeus em Portugal, entretanto, afugentou essa população, o que conduziu ao abandono de domícílios e de ofícios e ao declínio da vila.

### Do século XX aos nossos dias
O conjunto encontra-se classificado como Imóvel de Interesse Público pelo Decreto nº 40.361, publicado em 20 de Outubro de 1955.

## Características
A cerca era constituída por uma cintura envolvente de muralhas na qual se rasgavam originalmente cinco portas. Dessas portas restam apenas os vestígios de uma, denominada como Porta Sul ou Arco de D. Dinis, em arco apontado, com as dimensões de 3,5 metros de largura por 4 metros de altura, defendida por duas torres de planta semicircular.